# Wilsberg: Wilsberg und der letzte Anruf
Wilsberg und der letzte Anruf ist die sechste Folge der Fernsehfilmreihe Wilsberg. Der Film basiert auf der Wilsberg-Figur von Jürgen Kehrer. Die Erstausstrahlung erfolgte am 13. April 2002 im ZDF. Regie führte Dennis Satin, das Drehbuch wurde von Ralf Löhnhardt geschrieben.

## Handlung
Privatdetektiv Georg Wilsberg trifft zufällig seine alte Liebe Maria aus Studienzeiten wieder. Sie ist mittlerweile zur Schlossherrin „von Havenbroich“ geworden. Dass die junge Biologin Lisa Berendonk ermordet in einem Maisfeld aufgefunden wird, das zum Gelände der Havenbroichs gehört, weckt Wilsbergs Interesse und er beginnt, auf eigene Faust zu ermitteln. Dabei stößt er auf Differenzen zwischen Umweltschützern und der Familie von Havenbroich, die auf ihren Feldern Genmais anbaut. Außerdem standen die Äcker unter Kontrolle eines Forschungsinstituts, das angeblich Pflanzenschutzmittelrückstände in Böden analysiert, und bei dem das Opfer maßgeblich mitgearbeitet hat. Die Umweltschützer beschuldigen das Institut, unter dem Deckmantel der Bodenanalysen illegale Genzüchtung zu betreiben und die Havenbroichs dafür gewonnen zu haben, auf ihren Feldern die Freilandversuche zu übernehmen.
Für Kommissarin Springer ist Lars Jüssen von den Umweltaktivisten dringend tatverdächtig, da er zur Tatzeit in Tatortnähe war und die Tatwaffe, eine Machete, bei ihm gefunden wurde. Wilsberg sucht dagegen zunächst im privaten Umfeld des Opfers. Lisa Berendonk war seinen Ermittlungen nach mit Steffen von Havenbroich, dem Sohn von Maria, gut bekannt – seiner Ansicht nach zu gut, und da Steffen in drei Tagen Edith Wagenfeld, die sehr vermögende Tochter des Nachbarbauern, heiraten will, wäre eine Eifersuchtstat denkbar. Bei seinen weiteren Ermittlungen stößt Wilsberg auf wissenschaftliche Artikel, die das Opfer unter einem Pseudonym veröffentlicht hat. Die Grundlagen dieser Arbeiten hat die Biologin stets aus den Forschungslaboren heimlich entwendet.
Letzte Gewissheit bringt Wilsberg jedoch der letzte Anruf, den das Opfer vor seinem Tod getätigt hat. Dieser führt den Detektiv zur Familie Havenbroich zurück. Steffen wollte Edith Wagenfeld nie heiraten, denn diese Hochzeit hatte sein Vater aus wirtschaftlichen Gründen arrangiert. Er hatte sich in das Opfer verliebt, aber als er herausfand, dass Lisa sich nur mit ihm eingelassen hatte, um an Informationen über den Genmaisanbau heranzukommen, hatte er sie in seiner Wut getötet.

## Hintergrund
Wilsberg und der letzte Anruf erschien zusammen mit der Folge Wilsberg und der Schuss im Morgengrauen von Polarfilm auf DVD.
In dieser Folge hat Harald Schmidt einen Gastauftritt als Notar Morowski.
Der Running Gag „Bielefeld“ verweist in dieser Folge in Minute 13 auf den Wohnort des Opfers Lisa Berendonk. Später ermahnt Kommissarin Springer ihren übereifrigen Kollegen Overbeck, als er Mannis neue Wohnung stürmen will, mit den Worten: „Wir sind hier in Münster und nicht in Bielefeld, Overbeck!“

## Kritik
Rainer Tittelbach von tittelbach.tv wertete positiv und meinte, auch diese Episode wäre wieder kein, wie sonst im TV üblicher, „Ballerkrimi“, denn „Wilsberg ist einer, der allen Spuren nachgeht, ein solider Handwerker, der auch schon mal einen mutmaßlichen Mörder deckt und auch vor Hausfriedensbruch nicht halt macht. Schnelle Schnitte und Handlungssprünge sind nicht die Sache dieser Reihe um jenen zerknautschten westfälischen Hobby-Columbo.“ Auch wenn „die Filme dramaturgisch recht durchsichtig gestrickt“ und „neue Ideen“ kaum zu erwarten sind, bleibt auch dieser Wilsberg ein „klassischer Schmunzelkrimi.“
Die Redaktion von TV Spielfilm ist der Meinung: „Die Story ist nicht dumm, wird aber durch zu viel angestrengte Komik im Privatleben des Schnüfflers ausgebremst. Dafür erfreut Harald Schmidt mit einem kleinen, aber wichtigen Gastauftritt als Notar.“ Fazit: „Diesmal ohne rechte Würze.“